# 키요하라 카야
키요하라 카야(清原 果耶, 2002년 1월 30일~)는 배우, 패션 모델, 가수이다. 오사카부 오사카시 출신. 아뮤즈 소속. 소속 레이블은 컬러풀 레코드이다. 신장은 162cm, 혈액형은 B형이다.

## 약력
가족 모두 Perfume의 팬으로, 자신도 Perfume을 동경해 어린 시절부터 노래와 댄스 스쿨에 다녔다. 초등학교 1학년 때부터 클래식 발레를 배우고 초등학교 5학년 때부터 중학교 1학년 때까지 효고현 니시노미야시에 본사를 둔 극단 〈Youth Theatre Japan (YTJ)〉에 다니면서 댄스, 노래! 뮤지컬, 발레를 배우고 있었다. 2014년 12세 (중학교 1학년) 때 어머니가 Perfume의 소속사인 아뮤즈 공식 웹사이트에 올라온 회사의 신인 발굴 이벤트 〈아뮤즈 오디션 페스티벌 2014〉에 호기심으로 응모, 동년  10월에 개최된 최종 심사에서 3만 2214명 중 그랑프리와 포인트상을 수상하고, 같은 사무소에 소속하게 되었다.

### 패션 모델·여배우로서
2015년부터 본격적으로 연예 활동을 시작, 1월부터 미쓰이 부동산 그룹, 아스텔라스 제약의 2편의 CM에 기용되며 ‘그 미소녀는 누구?’라고 관심을 끌었다. 2015년 3월에 발매된 패션 잡지 〈nicola〉 4월호 잡지 전속 모델 (니코모)에 발탁되어 2018년 1월호에서 첫 단독 표지를 장식한 후, 같은 해 3월 28일 개최된 이벤트 〈nicola 도쿄 개방일 2018〉을 가진 뒤 3년간 맡은 잡지 전속 모델을 졸업했다.
2015년 9월부터 동년 후반의 NHK 연속 TV 소설 《아침이 온다》에 고정 출연하며 여배우로서 데뷔, 가정부·후유 역을 맡아 눈길을 모았다. 다른 역에서는 오디션에 불합격했지만 프로듀서의 눈에 띄어 몇 달 후에 메인 역할의 하나인 후유 역의 제안을 받았다고 한다. 아침 드라마의 캐스팅으로 이마미야진자 도오카에비스나, 전국 도도부현 대항여자역전의 〈소녀미니역전〉에서 스타터를 맡는 등 이벤트에도 출연, 최종화에는 후유의 딸 나츠 역으로 다시 등장하였다.
2016년 3월부터 방송된 방송 90년 대하 판타지 《정령의 수호자》에서 아야세 하루카가 연기한 히로인 바르셀로나의 소녀 시절을 연기. 같은 해 4월부터 방송의 TBS 계열 《부스지마 유리코의 적나라한 일기》에서 민방 연속 드라마에 첫 출연, 같은해 7월부터 TBS 계열 《사폐 -DEATH CASH-》에서 주인공·SKE48 마츠이 쥬리나의 여동생 역을 맡아 민방 연속 드라마에 첫 고정 출연을 완수했다.
2017년 5월에 아다스토리아 〈레삐삐아루마리오〉의 6대째 이미지 모델로 취임, 2018년 5월 졸업까지 1년간 이미지 모델을 맡았다. 2018년 3월 31일에는 〈마이 나비 presents 제 26회 도쿄 걸즈 콜렉션 2018 SPRING / SUMMER〉에서 TGC 데뷔했다.
2018년 7월부터 방송된 《투명한 요람》(NHK 종합)로 드라마 첫 주연을 맡았다. 무거운 주제를 다룬 작품에서 독특한 감수성과 곧은 마음씨를 가진 캐릭터를 연기해 투명감 넘치는 연기가 높은 평가를 얻어, 컨피던스 어워드 드라마상 연간 대상 2018에서 신인상과도쿄 드라마 어워드 2019에서 여우주연상을 수상하였다. 또한, 2018년 8월 1일 발매된 〈Seventeen〉 9월호부터 잡지 전속 모델을 맡고 있으며, 2019년 4월 1일 발매의 동년 5월호에서 첫 단독 표지를 장식했다. 2018년 11월에는 〈인기 여배우의 등용문〉라고 주목받는 〈제97회 전국 고교 축구 선수권 대회〉의 14대 응원 매니저에 취임, 재즈 댄스의 경험을 살려 응원 댄스 기획에 도전했다.
2019년 1월 2일 개봉된 영화 《사랑노래 -약속의 나쿠히토-》에서 여주인공 나기 역을 연기, 이듬해 1월 26일 개봉된 영화 《데이 앤 나잇》에서는 오디션에서 약 500명의 후보자 중에서 여주인공 오노 나나 역에 발탁되었다. 이 두 작품과 영화 《이치고노우타》에서의 연기로 제32회 닛칸 스포츠 영화 대상에서 신인상을 수상하였다. 2019년 7월에는 동년 전기의 NHK 연속 TV 소설 《여름 하늘》에서 히로세 스즈가 연기한 주인공·오쿠하라 나츠의 여동생 치하루 역을 맡아 두 번째 아침 드라마 출연을 완수했으며, 방송 막판에는 30대 어머니를 연기하며 17세라고는 생각되지 않는 박진의 연기에 의해 주목을 모았다.
2020년 3월에 고등학교 졸업한 후, 대학에는 진학하지 않고 오사카에서 도쿄로 상경해 연예 활동을 본격화하였다. 동년 9월 4일에 개봉된  《우주에서 가장 밝은 지붕》으로 영화 첫 주연을 완수하였다.
또한 2021년에는 〈늠름한 모습〉 과 〈생각의 힘을 느끼게 하는 곧은 눈빛〉이 평가를 받아, 동년 전반기 방송되는 NHK 연속 TV 소설 《어서와 모네》에서 주인공에 발탁되었다. 연속 TV 소설에 출연하는 것은 《아침이 온다》, 《여름 하늘》에 이어 세 번째가 된다.
2022년 1월부터 방송된 《파이트 송》(TBS)에서 민방 드라마에 첫 주연.

## 인물
- 두 자매의 차녀. 데뷔부터 고등학교 졸업까지 오사카의 집에 거주하였으며, 배우 일이나 학습을 위해 오사카와 도쿄를 왕복했다.[19][53][54]

- ‘사람에게 감동을 주는 배우’을 목표로 모델 일에 의욕을 나타내고 있다.[15] 또한 어린 시절에 가수를 목표로 하고 있었고, 노래와 춤에도 관심을 보여, “언젠가 기회가 있으면 노래 일도 하고 싶다”라고 말한다.[32] 특히 좋아하는 남자 배우는 미우라 하루마.[62] 동경의 여배우는 사무소의 선배이기도 한 요시타카 유리코.[14][63] 동경의 모델은 로라다.[15]

- 특기는 노래와 춤. 자신있는 노래는 뮤지컬 《애니》의 〈Tomorrow〉.[11][64] 노래가 좋아[2] 스트레스 발산법은 가라오케에서 부르거나 목욕 중에도 부르고 있다. 또한 영어에 능통하다.

- 깔끔한 성격으로, 모델인 것으로로부터 ‘꽃미남’, ‘귀엽고 사랑스럽다’라고 불린다.[65] 한 사람을 좋아하고, 개인도 혼자 보내는 것이 많다고 한다.[32]

- 취미는 산책, 좋아하는 음식은 과자, 좋아하는 동물은 늑대, 좋아하는 말은 “화합하다”이다.

## 출연 작품
역할의 굵은 표시는 주연 작품

### 텔레비전 드라마
| 방송일자                                 | 제목                                                                 | 역할                                    | 방송사                | 비고   |
| ---------------------------------------- | -------------------------------------------------------------------- | --------------------------------------- | --------------------- | ------ |
| 2015년 10월 3일 ~ 2016년 1월 9일·4월 2일 | 연속 TV 소설 〈아침이 온다〉                                         | 후유 / 나츠                             | NHK                   | 데뷔작 |
| 2016년 3월 26일·4월 2일                  | 방송 90년 대하 판타지 〈정령의 수호자〉 제2화·제3화                  | 소녀 시절의 바르셀로나                  | NHK 종합              |        |
| 2016년 4월 5일                           | 멋진 선택 TAXI 스페셜 ~온천 연속 선택지~                             | 오타 아사히로                           | 칸사이 TV             |        |
| 2016년 4월 23일                          | 〈아침이 온다〉 스핀 오프 깨진 냄비에 뚜껑                           | 후유                                    | NHK BS 프리미엄       |        |
| 2016년 6월 2일·9일                       | 부스지마 유리코의 적나라한 일기 제7화·제8화                          | 오즈 에미                               | TBS                   |        |
| 2016년 7월 13일 ~ 9월 15일               | 사폐 -DEATH CASH-                                                    | 미나미코 유메                           | TBS                   |        |
| 2017년 2월 11일                          | 방송 90년 대하 판타지 〈정령의 수호자 II 슬픈 파괴신〉 제4화         | 소녀 시절의 바르셀로나                  | NHK 종합              |        |
| 2017년 3월 30일                          | CDTV 봄 스페셜 졸업 송 페스티벌 2017 짧은 드라마 〈해바라기의 약속〉 | 사노 하루카 (히로인)                    | TBS                   |        |
| 2017년 5월 31일 ~ 6월 14일               | 어머니가 된다 제8화 ~ 최종화                                         | 사토나카 모모                           | NTV                   |        |
| 2017년 10월 6일·13일                     | BORDER 충동~검시관 히가 미카~                                        | 오구라 아카네                           | TV 아사히             |        |
| 2017년 10월 14일 ~ 12월 23일             | 세토우츠미                                                           | 카리무라 이치고 (히로인)                | TV 도쿄               |        |
| 2017년 11월 25일·12월 2일·23일           | 방송 90년 대하 판타지 〈정령의 수호자 마지막장〉 제1화·제2화·제5화   | 소녀 시절의 바르셀로나                  | NHK 종합              |        |
| 2018년 1월 7일                           | 필살 사업인                                                          | 오린                                    | 아사히 방송·TV 아사히 |        |
| 2018년 2월 11일                          | 99.9 -형사 전문 변호사- SEASON II 제5화                              | 쿠도 쿠미코                             | TBS                   |        |
| 2018년 3월 25일·4월 22일                 | 이노센트 데이즈 제2화·최종화                                         | 중학생 시절의 다나카 유키 (중학생 시절) | WOWOW                 |        |
| 2018년 7월 20일 ~ 9월 21일               | 투명한 요람                                                          | 아오타 아오이                           | NHK 종합              | [ 32 ] |
| 2019년 1월 6일                           | 후지 TV 개국 60주년 특별 기획 〈레 미제라블 끝나지 않는 여로〉       | 후와 코즈에                             | 후지 TV               |        |
| 2019년 7월 1일 ~ 9월 28일                | 연속 TV 소설 〈여름 하늘〉 제79화 ~ 156화                            | 스기야마 (오쿠하라) 치하루              | NHK                   |        |
| 2019년 7월 20일                          | 포이즌 도터 홀리 마더 제3화 〈죄깊은 여자〉                          | 아마노 사치나                           | WOWOW                 |        |
| 2019년 7월 26일 ~ 9월 6일                | BS 시대극 〈달개비풀 나나의 검〉                                     | 나나                                    | NHK BS 프리미엄       |        |
| 2019년 8월 8일                           | 망고 나무 아래에서 ~루손 섬, 전화의 약속~                            | 오쿠다 린코                             | NHK 종합              |        |
| 2019년 10월 12일 ~ 12월 14일             | 내 이야기는 길어                                                     | 아키바 하루미                           | NTV                   |        |
| 2021년 5월 17일 ~ 10월 29일              | 연속 TV 소설 〈어서와 모네〉                                         | 나가우라 모네                           | NHK                   |        |
| 2022년 1월 11일 ~ 3월 15일               | 파이팅 송                                                            | 키사라 하나에                           | TBS                   | [ 61 ] |

### 영화
| 개봉일자                 | 제목                                      | 역할                        | 배급사                    | 비고   |
| ------------------------ | ----------------------------------------- | --------------------------- | ------------------------- | ------ |
| 2016년 12월 17일         | 나는 내일, 어제의 너와 만난다             | 중학생 시절의 후쿠쥬 에미   | 도호                      | [ 68 ] |
| 2017년 3월 18일·4월 22일 | 3월의 라이온 전편·후편                    | 카와모토 히나타             | 도호 / 아스믹 에이스      | [ 69 ] |
| 2017년 9월 23일          | 유리고코로                                | 중학생 시절의 미사코        | 닛카쓰                    |        |
| 2018년 3월 17일          | 치하야후루 무스비                         | 아즈마 이오리               | 도호                      |        |
| 2019년 1월 25일          | 사랑 노래 -약속의 나쿠히토-               | 이토 나기 (히로인)          | 도에이                    | [ 70 ] |
| 2019년 1월 26일          | 데이 앤 나잇                              | 오노 나나 (히로인)          | 닛카쓰                    |        |
| 2019년 7월 5일           | 이치고노우타                              | 중학생 시절의 아마노 센니치 | 팬텀 필름                 |        |
| 2020년 9월 4일           | 우주에서 가장 밝은 지붕                   | 오이시 타츠바메             | KADOKAWA                  |        |
| 2020년 10월 9일          | 노조미                                    | 이시카와 미야비             | KADOKAWA                  |        |
| 2021년 1월 29일          | 꽃다발 같은 사랑을 했다                   | 하다 린                     | 도쿄 테아토르 / 리틀 모어 |        |
| 2021년 3월 19일          | 너도 평범하지 않아                        | 아키모토 가스미             | 에이벡스 픽쳐스           |        |
| 2021년 4월 9일           | 마이 블러드 엔드 본즈 인 어 플로잉 갤럭시 | 오자키 이모토               | 이온 엔터테인먼트         |        |
| 2021년 6월 25일          | 여름으로 가는 문 -너가 있는 미래로-       | 마츠시타 리코 (히로인)      | 도호 / 애니플렉스         | [ 71 ] |
| 2021년 10월 1일          | 보호받지 못한 사람들                      | 마루야마 미키코 (히로인)    | 쇼치쿠                    |        |
| 2023년 9월 1일           | 1초 앞, 1초 뒤                            | 레이카                      |                           |        |
| 2024년 5월 3일           | 청춘 18X2 너에게로 이어지는 길            | 아미                        | Happinet                  |        |

### 극장판·TV 애니메이션
| 개봉/방송일자    | 제목                                                | 역할                | 배급사/방송사      | 비고              |
| ---------------- | --------------------------------------------------- | ------------------- | ------------------ | ----------------- |
| 2015년 6월 5일   | 태풍의 노루다                                       | 노루다 (히로인)     | 도호 영상 사업부   | 극장판 애니메이션 |
| 2019년 8월 8일   | 사랑했던 너에게 ~히바쿠샤의 편지~                   | 이야기 / 내비게이터 | NHK BS1 / NHK 종합 | TV 애니메이션     |
| 2019년 8월 8일   | 사랑했던 너에게 ~히바쿠샤의 편지~ 〈야마네의 편지〉 | 마리코              | NHK BS1 / NHK 종합 | TV 애니메이션     |
| 2020년 12월 25일 | 조제, 호랑이 그리고 물고기들                        | 조제                | 쇼치쿠 / KADOKAWA  | 극장판 애니메이션 |

### WEB·전달 드라마
- 치하야후루 무스비 제4화 (2018년 2월 20일, Hulu) - 아즈마 이오리 역
- 우주를 누비는 쏙독새 (2018년 8월 1일 ~ 9월 5일, 넷플릭스) - 코히나타 아유미 (히로인) 역

## 그 외 출연

### 다큐멘터리
- 다큐멘터리 〈투명한 요람〉 (2018년 7월 16일, NHK 종합) - 내레이션
- 2020 응원 송 프로젝트 〈모두의 꿈〉 (2018년 10월 23일, NHK E 텔레) - 내레이션
- 목격! 일본 기억과 마주 본 ~작가 유미리와 고교생~ (2018년 11월 4일, NHK 종합) - 내레이션
- NHK 스페셜 2020 머리말 〈10 years after 미래의 분기점〉 (2020년 1월 1일, NHK 종합) - 사회[72]

### 버라이어티
- 통쾌 TV 스캇토 재팬 〈웃으면 사랑이 온다〉 (2017년 4월 10일, 후지 TV) - 마스다 아이 역
- 제72회 NHK 홍백가합전 (2021년 12월 31일, NHK 종합) - 게스트 심사위원

### PV
- Alexandros 〈ワタリドリ 와타리도리[*]〉(2015년)
- Rihwa 〈ミチシルベ 미치시루베[*]〉 (2017년)[주 10][73]

### 광고 (CM)
- 미츠이 부동산 리폼 〈미츠이의 리폼〉 (2015년 1월)
- 아스텔라스 제약 〈장기 이식을 한 그대〉편 (2015년 1월)
- 세븐&아이 홀딩스 금직화구이 일본식 햄버거 〈여기까지 하니까〉편 (2015년 11월)
- 전일본공수 ANA 선불 카드 〈어른이 된 나〉편 (2016년 2월)
- P&G 재팬 레노아 해피니스 (2017년 4월)
- NTT 도코모 〈Mr.Children & docomo 25주년〉 - 딸 아야 역 (2017년 7월)
- 디지털 할리우드 대학 수험생 응원 〈자신을 살자〉 (2017년 9월)
- 이온 〈해피니스 몰〉 (2018년 9월)
- 오츠카 제약 오로나민 C 드링크 〈모두의 생기 발랄! 키요하라 카야〉편 (2018년 10월)
- 일본생명보험 〈지켜 볼 것〉편 (2018년 10월)
- 소프트뱅크 (2019년 1월 ~ )
- KOSE 〈설기정〉 (2019년 7월 5일 ~ )
- 게이오 전철 (2020년 1월 ~ )
- 기린 음료 〈오후의 홍차〉 (2021년 3월 ~ )

### 모델·이미지 캐릭터
- 아다스토리아 〈레삐삐아루마리오〉 (2015년 ~ )
  - 6대째 이미지 모델 (2017년 5월 ~ )[29]
- 파르페·아모르
  - 레이디 마가렛 (2015년 ~ )
  - 쀼리엣토 (2016년 8월 ~ ) - 브랜드 뮤즈
- 전국 소방 협회 가을의 전국 화재 예방 운동 (2015년)
- 자전거 주차장 정비 센터 앞 방치 자전거 클린 캠페인 (2016년) - 캠페인 모델
- 일본 손해 보험 협회 전국 통일 방화 포스터 (2017년)
- 정부 홍보·문부 과학성 장학금 제도의 충실 (2017년)
- 제5 회 선전 회의상 (2018년) - 이미지 걸
- 제97회 전국 고교 축구 선수권 대회 (2018년) - 14대째 응원 매니저[43][44][74]
- 시티즌 〈wicca〉 이미지 캐릭터 (2020년 10월 ~ )

## 서적

### 잡지
- nicola (2015년 4월호 ~ 2018년 5월호, 신쵸샤) - 전속 모델[15]
- Seventeen (2018년 9월호 ~ , 슈에이샤) - 전속 모델[41]

## 음반

### 싱글
- 1. 지금과 그때의 우리 (2020년 9월 2일,[주 11] 컬러풀 레코드, VIZL-1789 <첫회 한정반>·VICL-37556 <통상판>)

### 싱글 (전달)
- 1. 변덕 구름 (2019년 1월 25일, voque ting / 《데이 앤 나잇》  제작위원회)[주 12]

### 이벤트
- 도쿄 걸즈 콜렉션 2018 SPRING / SUMMER (2018년 3월 31일)[31]
- Seventeen 여름 학교 축제 2018 (2018년 8월 23일, 파시피코 요코하마)[75]

### 참가 곡
앨범 수록
- Nana 's Lullaby (Vocal : 키요하라 카야) (Evan Call, NHK BS 프리미엄 사극 《달개비풀 나나의 검》 오리지날 사운드 트랙 <2019년 9월 4일, 아이디얼 뮤직, NGCS-1100> 수록)[주 13]

## 수상 경력
| 연도   | 시상식                       | 부문                  | 작품 | 출처                               |
| ------ | ---------------------------- | --------------------- | --- | ---------------------------------- |
| 2018년 | 컨피던스 어워드 드라마상     | 7월기 (제13회) 신인상 | 투명한 요람 | [ 76 ]                             |
| 2018년 | 컨피던스 어워드 드라마상     | 연간 대상 신인상      | 투명한 요람 | [ 36 ]                             |
| 2019년 | 도쿄 드라마 어워드 2019      | 여우주연상            | 투명한 요람 | [ 37 ] [ 38 ] [ 39 ] [ 40 ] [ 77 ] |
| 2019년 | 제32회 닛칸 스포츠 영화 대상 | 신인상                | 사랑노래 -약속의 나쿠히토-, 데이 앤 나잇, 이치고노우타                                                                   | [ 47 ]                             |
| 2020년 | 제44회 엘란도르상            | 신인상                | 빈칸 | [ 55 ] [ 78 ]                      |
| 2021년 | 제44회 야마지 후미코 영화상  | 신인 여배우상         | 보호받지 못한 사람들, 너도 평범하지 않아, 마이 블러드 엔드 본즈 인 어 플로잉 갤럭시, 여름으로 가는 문 -너가 있는 미래로- |                                    |
| 2021년 | 제34회 닛칸 스포츠 영화 대상 | 여우조연상            | 보호받지 못한 사람들 |                                    |
| 2021년 | 제76회 마이니치 영화 콩쿠르  | 여우조연상            | 보호받지 못한 사람들 |                                    |
| 2021년 | 제45회 일본 아카데미상       | 최우수 여우조연상     | 보호받지 못한 사람들 |                                    |

### 내용주
1. ↑  Colourful Records(컬러풀 레코드)는 음반 회사 JVC 켄우드 빅터 엔터테인먼트의 산하 레이블 중 하나로 2011년 설립되었다.
2. ↑  잡지 〈월간Audition〉 2017년 5월호 p.94
3. ↑  배우 야마다 다카유키의 첫 전면 프로듀서 작품이다.
4. ↑  NHK 종합 〈토요일 시대극 드라마〉 범위에서 2020년 1월 25일 ~ 3월 21일까지 〈BS 시대극〉과는 편집 등이 다른 38분의 재편집 판으로 방송되었다.
5. ↑  개봉일 기준은 일본에서의 개봉일이다.
6. ↑  2편이 한 달 간격으로 연속 개봉되었다.
7. ↑  나리타 료와 공동 주연
8. ↑  개봉·방송일자 기준은 일본에서의 공개일이다.
9. ↑  NHK BS1에서 2019년 8월 8일 방영된 후, NHK 종합에서 이틀 뒤인 8월 10일에 방영되었다.
10. ↑  출연 영화 《유리고코로》의 주제가
11. ↑  2020년 8월 4일에 타이틀곡을 선행 전달
12. ↑  영화 《데이 앤 나잇》 역할의 이름 오노 나나 명의
13. ↑  NHK BS 프리미엄 사극 《달개비풀 나나의 검》 오리지널 사운드 트랙에수록.

### 참조주
1. 1 2  “오사카 출신이지만...키요하라 카야에 “밥 맛있는 곳 물어보면” 「모르겠다」”. 《스포니치》 (스포니치 신문사). 2018년 12월 11일. 2021년 5월 10일에 확인함.
2. 1 2 3  “키요하라 카야 - 공식 웹사이트”. 아뮤즈. 2019년 10월 11일에 확인함.
3. ↑  “키요하라 카야”. 《일본 탤런트 명감》. VIP타임즈사. 2018년 4월 16일에 확인함.
4. ↑  “키요하라 카야, 가수 데뷔! 자신의 첫 주연 영화에서 Cocco 프로듀스의 주제가를 노래”. 《피아 영화 생활》 (피아). 2020년 7월 1일. 2020년 7월 2일에 원본 문서에서 보존된 문서. 2020년 7월 1일에 확인함.
5. ↑  “니코모's File 키요하라 카야”. 《니콜라 넷》. 신쵸샤. 2016년 4월 7일에 원본 문서에서 보존된 문서. 2017년 4월 14일에 확인함.
6. 1 2  “여배우·키요하라 카야 씨와 「독」”. 《아사히 신문》 (아사히 신문 디지털). 2019년 7월 20일. 2019년 7월 20일에 원본 문서에서 보존된 문서. 2019년 7월 21일에 확인함.
7. 1 2 3 4  “키요하라 카야 인터뷰 (후편) : 「우주를 누비는 쑥독새」 출연의 여배우가 도전하고 싶은 역할은 악역!? 역으로 영향을 받게 되는 개인 생활이란?”. 《메차코믹스》 (아뮤타스). 2018년 8월 20일. 2019년 7월 21일에 원본 문서에서 보존된 문서. 2019년 7월 21일에 확인함.
8. ↑  “「치하야후루 무스비」 주제가 해금”. 《키요하라 - 공식 블로그 - Powered by LINE》. 2017년 12월 18일. 2019년 7월 21일에 원본 문서에서 보존된 문서. 2019년 7월 21일에 확인함.
9. ↑  타카야마 아츠시 (2019년 1월 25일). “여배우이자 모델 16세의 젊은 재능·키요하라 카야 야마다 타카유키도 인정하는 그 표현력”. 《WWD JAPAN.com》 (유행통신). 2019년 7월 21일에 확인함.
10. 1 2  “사토 타케루·요시타카 유리코 소속 「아뮤즈」 오디션 그랑프리가 만장일치로 결정”. 《모델프레스》 (인터넷 네이티브). 2014년 10월 13일. 2015년 12월 16일에 확인함.
11. 1 2  “FRESH ACTRESS 키요하라 카야”. HUSTLE PRESS. 2016년 1월 7일. 2021년 1월 26일에 원본 문서에서 보존된 문서. 2017년 4월 25일에 확인함.
12. ↑  “아뮤즈 오디션 페스티벌 그랑프리 다른 각 상 결정!” (PDF). 아뮤즈. 2014년 10월 14일. 2015년 4월 6일에 확인함.
13. ↑  “아뮤즈 그랑프리 미소녀 키요하라 카야가 본격 데뷔”. 《Smart더 텔레비젼》 (KADOKAWA). 2015년 2월 1일. 2015년 12월 16일에 확인함.
14. 1 2  “키요하라 카야 : 목표는 요시타카 유리코 화제의 CM 미소녀 모델 데뷔”. 《MANTANWEB》 (마이니치 신문 디지털). 2015년 2월 1일. 2015년 3월 16일에 원본 문서에서 보존된 문서. 2015년 4월 6일에 확인함.
15. 1 2 3 4  “이례적인 발탁이 계속된 오디션 GP를 키요하라 카야 「nicola」전속 모델도 결정”. 《모델프레스》 (인터넷 네이티브). 2015년 1월 31일. 2015년 4월 6일에 확인함.
16. ↑  “키요하라 카야 「nicola」 졸업 새로운 시작 데뷔 멈추지 않는 쾌진격이 향하는 곳은...? 「치하야후루」에서  얻은 자극도 <모델 프레스 인터뷰>”. 인터넷 네이티브. 2018년 3월 28일. 2018년 4월 16일에 확인함.
17. ↑  “카논·키요하라 카야가「nicola」졸업 감동의 메시지에 관객도 눈물 <nicola 도쿄 개방일 2018>”. 《모델프레스》 (인터넷 네이티브). 2018년 3월 28일. 2018년 4월 16일에 확인함.
18. 1 2  ““제2의 요시타카 유리코” 키요하라 카야, NHK 아침 드라마에 이례적으로 발탁 <코멘트 도착>”. 모델프레스. 2015년 6월 23일. 2015년 6월 23일에 확인함.
19. 1 2  “키요하라 카야, 여배우 데뷔 아침 드라마「아침이 온다」에서”. 《닛칸스포츠》. 2015년 6월 23일. 2015년 12월 16일에 확인함.
20. ↑  “【브레이크가 가까운 주목의 딸】키요하라 카야 NHK『아침이 온다』 후유 역으로 주목 악역 해보고 싶다”. 《zakzak》 (산케이 디지털). 2015년 12월 16일. 2015년 12월 18일에 확인함.
21. ↑  “『아침이 온다』로 인기 급상승, 정통 미소녀의 계보·키요하라 카야는?”. 《ORICON STYLE》 (oricon ME). 2016년 2월 13일. 2016년 2월 27일에 확인함.
22. ↑  “【데뷔】오디션 떨어졌는데도...아침 드라마 「아침이 온다」로 여배우 데뷔 키요하라 카야 씨(13)”. 《산케이WEST》 (산케이 디지털). 2015년 12월 7일. 2015년 12월 14일에 확인함.
23. ↑  “호조 아침 드라마 출연의 키요하라 카야 「도도부현 대항여자역전」에 참가”. 《닛칸스포츠》. 2016년 1월 9일. 2016년 1월 17일에 확인함.
24. ↑  ““후유” 키요하라 카야, 「소녀미니역전」 스타터 맡아”. 《스포츠호치》 (호치신문사). 2016년 1월 17일. 2016년 1월 17일에 원본 문서에서 보존된 문서. 2016년 1월 17일에 확인함.
25. ↑  “아침이 온다 : 후유 역의 미소녀·키요하라 카야가 다시 등장 딸 역에 「깜짝」”. 《MANTANWEB(만탄웹)》 (MANTAN). 2016년 3월 3일. 2016년 3월 9일에 원본 문서에서 보존된 문서. 2016년 3월 8일에 확인함.
26. ↑  “아야세 하루카 주연 「정령의 수호자」 추가 출연 후지와라 타츠야 등”. 《Smart더 텔레비전》 (KADOKAWA). 2015년 7월 13일. 2015년 12월 16일에 확인함.
27. ↑  “아침 드라마로 각광! 키요하라 카야가 “심야의 낮 드라마”에”. 《Smart더 텔레비전》 (KADOKAWA). 2016년 4월 22일. 2016년 4월 22일에 확인함.
28. ↑  “키요하라 카야, SKE48 마츠이 쥬리나와 자매에 호흡도 완벽 콤비 프로듀서도 미소”. 《모델프레스》 (인터넷 네이티브). 2016년 6월 22일. 2016년 7월 7일에 확인함.
29. 1 2  “「레삐삐아루마리오 이미지 모델 교대식」을 개최!  이미지 모델은 5대째 쿠마다 린카 씨로부터 6대째 키요하라 카야 씨!!”. 주식회사 아다스토리아. 2017년 5월 11일. 2017년 5월 12일에 확인함.
30. ↑  “레삐삐아루마리오 졸업.”. 《키요하라 카야 공식 블로그 - Powered by LINE》. 2018년 5월 4일. 2018년 5월 7일에 원본 문서에서 보존된 문서. 2018년 5월 7일에 확인함.
31. 1 2  “키요하라 카야 TGC의 데뷔 당당 런웨이 멋진 눈빛으로 환호받는 <TGC2018S/S>”. 《모델프레스》 (인터넷 네이티브). 2018년 4월 1일. 2018년 4월 16일에 확인함.
32. 1 2 3 4  “키요하라 카야『투명한 요람 』드라마 주연 인터뷰”. 《ORICON NEWS》 (oricon ME). 2018년 4월 15일. 2018년 4월 16일에 확인함.
33. ↑  “16세에 첫 주연·키요하라 카야의 매력 “주역 같지 않다” 투명감있는 연기로 높은 평가”. 《ORICON NEWS》 (oricon ME). 2018년 8월 25일. 2018년 10월 23일에 확인함.
34. ↑  “키요하라 카야 : 역의 마음까지 깊이 동화...「투명한 요람」는 마치 다큐멘터리?”. 《MANTANWEB》 (MANTAN). 2018년 9월 1일. 2018년 10월 23일에 확인함.
35. ↑  코야마 미사키 (2018년 9월 7일). “그냥 사람이 아닌 존재감! 차세대 히로인 키요하라 카야”. 《시네마투데이》. 2018년 10월 23일에 확인함.
36. 1 2  “『컨피던스 어워드 드라마상 연간 대상 2018』 발표 「아재's 러브」 외 총 7개 부문 수상자 기쁨의 코멘트”. 《ORICON NEWS》 (oricon ME). 2019년 3월 1일. 2019년 6월 26일에 확인함.
37. 1 2  “도쿄 드라마 어워드”. 《국제 드라마 페스티벌》. 2019년 10월 28일에 확인함.
38. 1 2  “【도쿄 드라마 어워드】키요하라 카야, 『투명한 요람』으로 여우주연상 「이 작품을 소중히하고 싶다는 생각이 있었다」”. 《ORICON NEWS》 (oricon ME). 2019년 10월 28일. 2019년 10월 28일에 확인함.
39. 1 2  “키요하라 카야, 드라마 첫 주연작에서 여우주연상! 이시자카 코지도 「깨끗한 연기」를 극찬 <도쿄 드라마 어워드>”. 《더 텔레비전》 (KADOKAWA). 2019년 10월 28일. 2019년 10월 28일에 확인함.
40. 1 2  “키요하라 카야：「연기에 품위가 있다」에 수줍게 「투명한 요람」에서는 고민 생각…”. 《MANTANWEB》 (MANTAN). 2019년 10월 28일. 2019년 10월 29일에 확인함.
41. 1 2  “키요하라 카야 「Seventeen」전속 모델 발탁 히로세 스즈·나가노 메이에 이어 “아침 드라마 히로인” 유력 후보로 주목을 받는 심경은? <본인 코멘트>”. 인터넷 네이티브. 2018년 7월 29일. 2018년 7월 29일에 확인함.
42. ↑  키요하라 카야 (2019년 4월 1일). “세븐틴 5월호”. 《키요하라 카야 공식 블로그》. 2019년 5월 11일에 원본 문서에서 보존된 문서. 2019년 5월 11일에 확인함.
43. 1 2  “제97회 [전국  고등학교 축구 선수권 대회”. NTV. 2019년 6월 26일에 확인함.
44. 1 2  “키요하라 카야 “인기 여배우의 등용문” 14대 고등학교 축구 매니저 춤에도 도전”. 《ORICON NEWS》 (oricon ME). 2018년 11월 14일. 2019년 6월 26일에 확인함.
45. ↑  “요코하마 류세이 주연 〈사랑노래 -약속의 나쿠히토-〉에 키요하라 카야, 이이지마 히로키! 주목의 신진 집결”. 《시네마 투데이》. 2018년 12월 19일에 확인함.
46. ↑  “야마다 타카유키 P 단색 반해! 프로듀스 영화 주인공은 16세의 키요하라 카야”. 《SANSPO.COM》 (산케이 디지털). 2018년 8월 2일. 2018년 8월 2일에 확인함.
47. 1 2  “나리타 료, 동경은 츠가와 마사히코 씨 / 영화 대상 수상자 목록”. 《닛칸스포츠》. 2019년 12월 12일. 2019년 12월 12일에 확인함.
48. ↑  “키요하라 카야 두 번째 아침 드라마 출연 「여름 하늘」에서 치하루 역할”. 《닛칸스포츠》. 2019년 8월 1일. 2019년 7월 1일에 확인함.
49. ↑  “여름  하늘 : 여동생 역은 키요하라 카야! 이례적인 극 중 발표 「아침이 온다」부터 아침 드라마「정말 행복」”. 《MANTANWEB》 (MANTAN). 2019년 7월 1일. 2019년 7월 1일에 확인함.
50. ↑  타키야마 카호 (2019년 9월 16일). “키요하라 카야,『여름 하늘』다시 등장으로 박진의 연기 17세라고는 생각되지 않는 어머니 역”. 《리얼 사운드》 (blueprint). 2019년 10월 29일에 확인함.
51. ↑  “히로세 스즈를 웃도는 높은 평가 「이런 10대 오랜만이다」고 키요하라 카야에 칭찬이 모이는 이유 (1/2)”. 《주간문춘 온라인》 (문예춘추). 2019년 10월 12일. 2019년 10월 12일에 원본 문서에서 보존된 문서. 2019년 10월 29일에 확인함.
52. ↑  키요하라 카야 (2020년 3월 26일). “피었다.”. 《키요하라 카야 공식 블로그》. 2020년 6월 13일에 원본 문서에서 보존된 문서. 2020년 5월 27일에 확인함.
53. 1 2  “♬SoftBank music project 키요하라 카야가 졸업생 대표로 눈물의 답사 교사 역의 타나카 케이가 학생들에게 뜨거운 단어를 주는 새로운 텔레비전 CM 「졸업」편 ·「은사」편 2019년 3월 8일 (금) 전국 방영 개시 졸업 시즌을 장식하는 새로운 간판 송 하타모토 히로시의 신작 악곡 「바라 보면 푸른 하늘」”. 소프트뱅크. 2019년 3월 7일. 2019년 5월 6일에 확인함.
54. 1 2  “히로세 스즈를 웃도는 높은 평가 「이런 10대 오랜만이다」라고 키요하라 카야에 칭찬이 모이는 이유 (2/2)”. 《주간문춘 온라인》 (문예춘추). 2019년 10월 12일. 2019년 12월 26일에 원본 문서에서 보존된 문서. 2019년 10월 29일에 확인함.
55. 1 2  “키요하라 카야 : 고등학교 졸업 후 진학하지 않고 일에 전념 「시원한 기분도」「엘란도르상」 수상을 주위에 감사 “오빠” 오카다 마사키도 축복”. 《MANTANWEB》 (MANTAN). 2020년 2월 6일. 2020년 2월 9일에 확인함.
56. ↑  “키요하라 카야가 영화 첫 주연! 「우주에서 가장 밝은 지붕」 실사화 감독은 후지이 미치히토”. 《영화 나탈리》 (주식회사 나타샤). 2020년 1월 30일. 2020년 2월 6일에 확인함.
57. ↑  코야마 미사키 (2020년 6월 1일). “아침 드라마 여주인공으로 결정! 기대의 18세 키요하라 카야에 주목”. 《시네마투데이》. 2020년 6월 1일에 확인함.
58. ↑  “2021년도 전기 연속 TV 소설 「어서와 모네」히로인은 키요하라 카야 씨!”. 일본방송협회. 2020년 5월 27일. 2020년 12월 3일에 원본 문서에서 보존된 문서. 2020년 5월 27일에 확인함.
59. ↑  “내년 봄 아침 드라마 「어서와 모네 」키요하라 카야의 기용 이유는 「늠름한 모습」 아침 드라마 사상 가장 현대에 가까운 시대를 그리는”. 《[Sponichi Annex》 (스포니치 신문사). 2020년 5월 27일. 2020년 5월 27일에 확인함.
60. ↑  “NHK 내년 봄 아침 드라마는 키요하라 카야가 히로인 「어서와 모네」 미야기현을 무대로 기상 캐스터를 그리는”. 《Sponichi Annex》 (스포니치 신문사). 2020년 5월 27일. 2020년 5월 27일에 확인함.
61. 1 2  “키요하라 카야가 민방 연속 드라마 첫 주연 TBS계열 「파이트 송」  가라테도 첫 도전”. 《닛칸스포츠》 (닛칸스포츠 신문사). 2021년 11월 18일. 2021년 11월 18일에 확인함.
62. ↑  키요하라 카야 (2015년 3월 2일). “질문에 대답합니다♡”. 키요하라 카야 공식 블로그. 2021년 2월 8일에 원본 문서에서 보존된 문서. 2020년 8월 31일에 확인함.
63. ↑  “동경은 요시타카 유리코 「언젠가 공연하고 싶다」”. 《ORICON STYLE》 (오리콘). 2015년 2월 1일. 2015년 12월 16일에 확인함.
64. ↑  키요하라 카야 (2015년 1월 18일). “처음 뵙겠습니다!”. 《키요하라 카야 공식 블로그 - Powered by LINE》. 2015년 12월 22일에 원본 문서에서 보존된 문서. 2015년 12월 18일에 확인함.
65. ↑  마미야 야스코 (2016년 3월 9일). “『아침이 온다』 출연의 키요하라 카야 동료에 「꽃미남」라고 하는 모습이란?”. 《an·an뉴스》 (매거진 하우스). 2016년 4월 6일에 원본 문서에서 보존된 문서. 2016년 3월 21일에 확인함.
66. ↑  키요하라 카야 (2015년 10월 3일). “오늘부터”. 키요하라 카야 공식 블로그. 2019년 6월 16일에 원본 문서에서 보존된 문서. 2016년 1월 3일에 확인함.
67. ↑  “아침이 온다 : 키요하라도 눈물샘 붕괴? “통곡 필연” 최종화의 볼거리”. 《만탄웹》 (마이니치 신문 디지털). 2016년 4월 1일. 2016년 4월 4일에 원본 문서에서 보존된 문서. 2016년 4월 22일에 확인함.
68. ↑  “보고.”. 《키요하라 카야 공식 블로그》. LINE. 2016년 8월 13일. 2017년 9월 5일에 원본 문서에서 보존된 문서. 2017년 9월 5일에 확인함.
69. ↑  “「오디션에서 뛰어남이 좋았다」 키요하라 카야의 연기력이 대단한 곧은 눈물에 감동 퍼지는”. 《모델프레스》 (인터넷 네이티브). 2017년 4월 18일. 2018년 4월 19일에 확인함.
70. ↑  “요코하마 류세이 × GReeeeN 「사랑노래」에 키요하라 카야, 이이지마 히로키가 출연! 나루미 리코 등도”. 《영화 나탈리》 (주식회사 나타샤). 2018년 8월 15일. 2018년 8월 15일에 확인함.
71. ↑  “키요하라 카야, 운명에 농락당하는 여고생 역으로 야마자키 켄토 주연 「여름으로 가는 문」출연 후지키 나오히토는 로봇 역에”. 《Real Sound》 (주식회사blueprint). 2020년 9월 17일. 2020년 9월 17일에 확인함.
72. ↑  “NHK 스페셜 2020 머리말 「10 years after 미래의 분기점」”. NHK. 2020년 5월 27일에 확인함.
73. ↑  “Rihwa, 영화『유리고코로』주제가 「이정표」MV를 해금”. 《OKMusic》 (재팬 뮤직 네트워크). 2017년 9월 20일. 2018년 4월 22일에 확인함.
74. ↑  “키요하라 카야 고등학교 축구 14대째 응원 매니저 결정”. 《스포츠호치》 (호치신문사). 2018년 11월 14일. 2018년 11월 14일에 확인함.
75. ↑  “키요하라 카야 : 잡지 「세븐틴」 전속 모델로 첫 주연 드라마 「투명한 요람」이 화제의 16세”. 《마이니치 키레이》 (주식회사MANTAN). 2018년 7월 29일. 2018년 8월 4일에 확인함.
76. ↑  “【18년 7월기 드라마상】“생명의 이야기”에 반향 키요하라 카야 주연 「투명한 요람」이 2개 부문 수상”. 《ORICON NEWS》 (oricon ME). 2018년 10월 26일. 2019년 6월 26일에 확인함.
77. ↑  “드라마 어워드 주연상 키요하라 카야, 쿠로키 하루가 시상식에서 기쁨의 목소리 작품상은 「3학년 A반」”. 《영화 나탈리》 (주식회사 나타샤). 2019년 10월 28일. 2019년 10월 28일에 확인함.
78. ↑  “2020년에 엘란도르상 수상 작품·수상자”. 일본 영화 텔레비전 프로듀서 협회. 2020년 2월 6일에 원본 문서에서 보존된 문서. 2020년 2월 7일에 확인함.